# Kościół św. Katarzyny w Bagrowie
Kościół św. Katarzyny w Bagrowie – zabytkowy rzymskokatolicki kościół parafialny w Bagrowie, w powiecie średzkim, w województwie wielkopolskim. 

## Historia
Kościół we wsi stał już w XVI wieku (zapis w Liber beneficiorum z 1510). W 1677 przekazany poznańskim franciszkanom, którzy przeprowadzili remont świątyni w 1682. W 1751 zbudowano nową, obecną świątynię, którą konsekrowano w 1752. W 1822 franciszkanie opuścili parafię. Wieżę obniżono w 1937. Kapitalny remont wieży, dachu, ścian i stolarki przeprowadzono w 2011. Wtedy to teren wokół kościoła zmeliorowano i ogrodzono, kładąc też granitowy pas procesyjny (chodnik). Parafia liczy 98 osób i jest najmniejsza w Polsce.

## Architektura
Świątynia drewniana, jednonawowa, konstrukcji zrębowej. Od zachodu przybudowana wieża o konstrukcji słupowej. Prezbiterium zamknięte wielobocznie. Belka tęczowa z 2. połowy XVI wieku z figurami aniołów (dwie sztuki). Ołtarz główny z 2. połowy XVII wieku, a dwa boczne z XVIII wieku. Obrazy w ołtarzach oraz obrazy ścienne pochodzą z XVII i XVIII wieku. Dzwon z 1769. 
Przy kościele znajdują się:
- nagrobek Ignacego Chłapowskiego (zm. 20.3.1863),
- nagrobek franciszkanów pracujących w bargrowskiej parafii w latach 1672-1822,
- nagrobek Edwarda Dobrogojskiego, zmarłego 30 kwietnia 1848 (25 lat) w Miłostowie podczas walk Wiosny Ludów,
- krzyż misyjny z datą 2012[4]

## Galeria

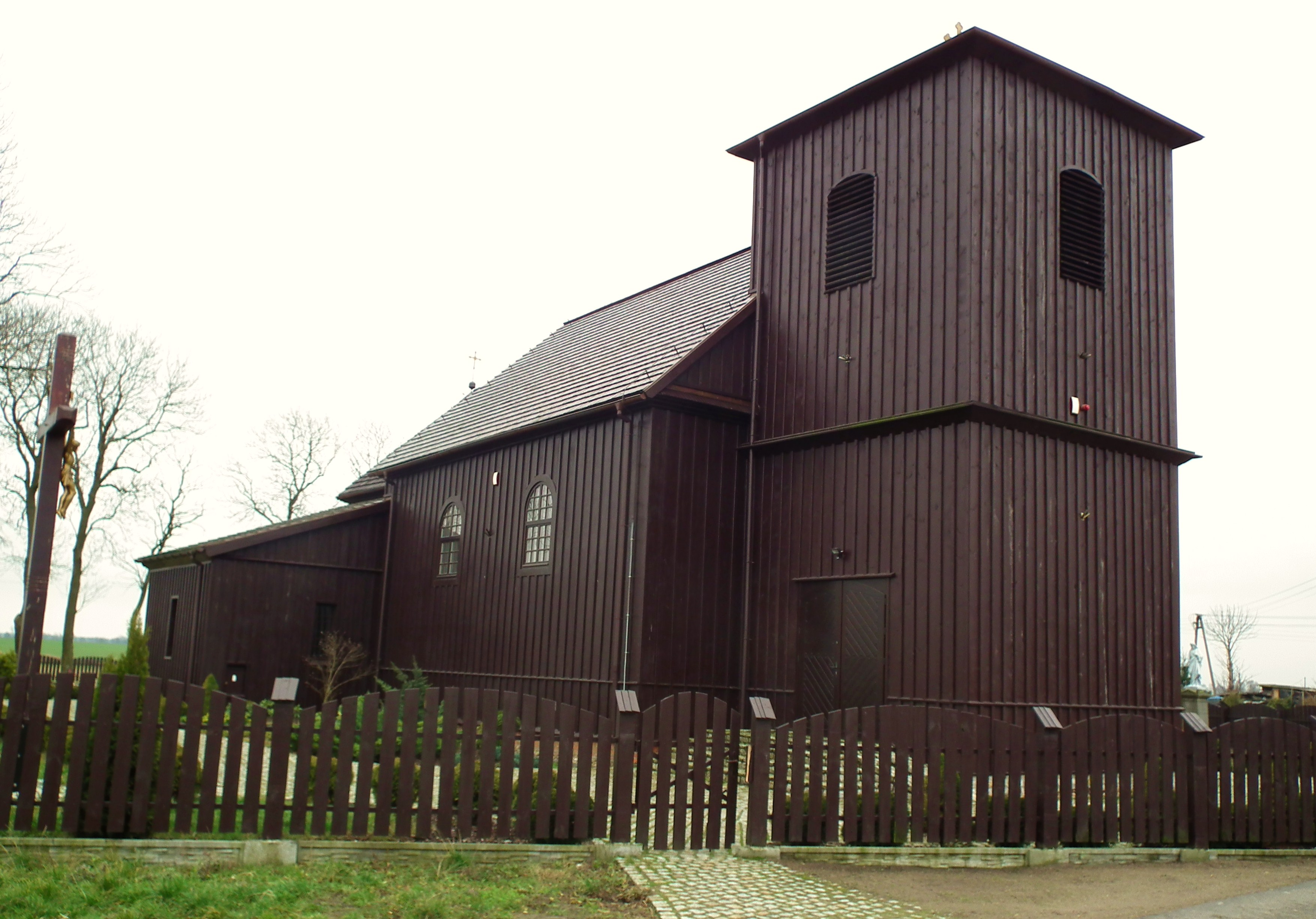
Widok ogólny
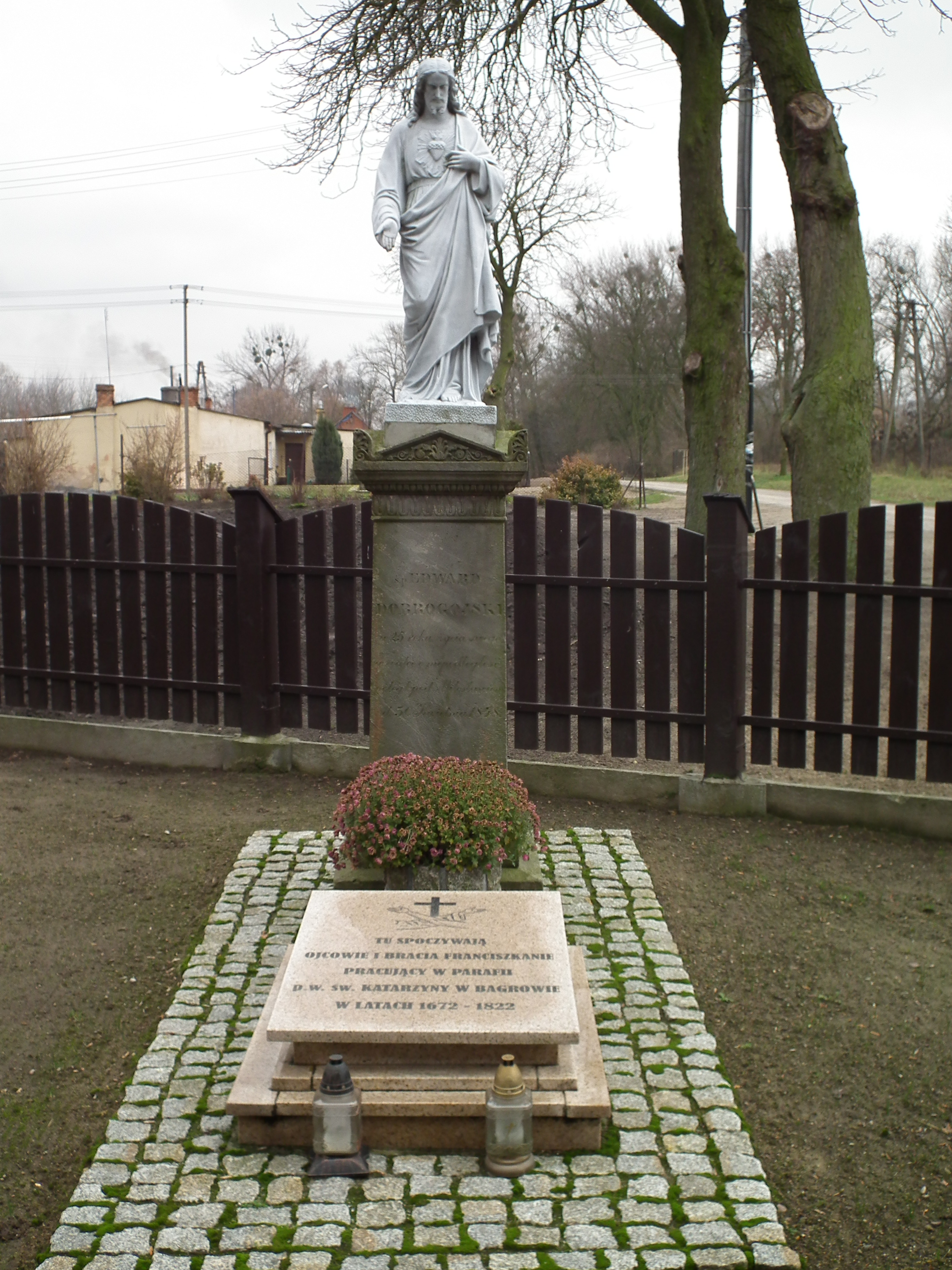
Nagrobki
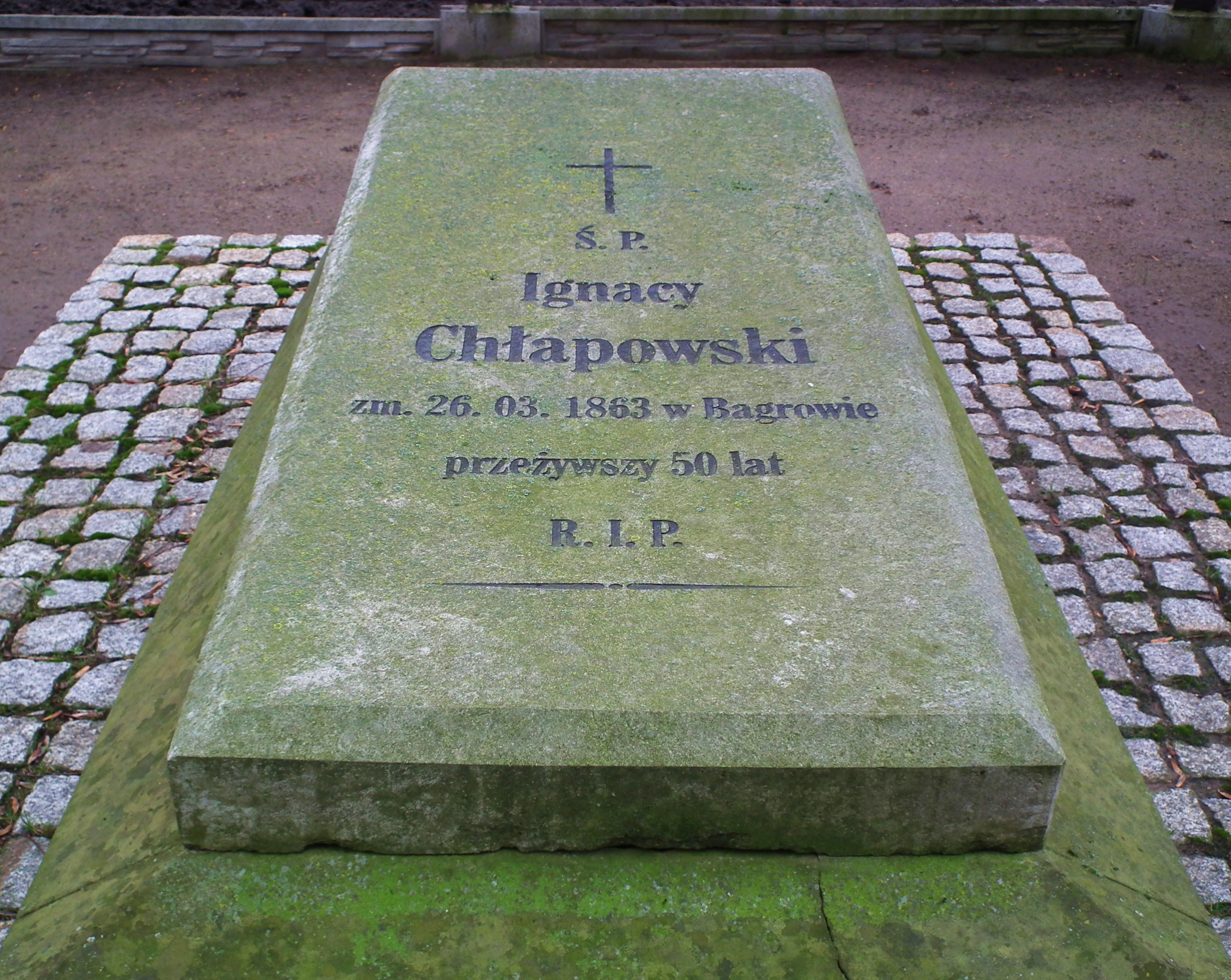
Nagrobek Chłapowskiego